# Caprile
Caprile – miejscowość i gmina we Włoszech, w regionie Piemont, w prowincji Biella.
Według danych na styczeń 2009 gminę zamieszkiwało 211 osób przy gęstości zaludnienia 18,5 os./1 km².